# Santo António da Serra (Machico)
Pour les articles homonymes, voir Santo António da Serra.
Santo António da Serra est une freguesia portugaise située dans la ville de Machico, dans la région autonome de Madère.
Avec une superficie de 8,62 km2 et une population de 1 355 habitants (2001), la paroisse possède une densité de 157,2 hab/km2.